# Sporting Houthalen

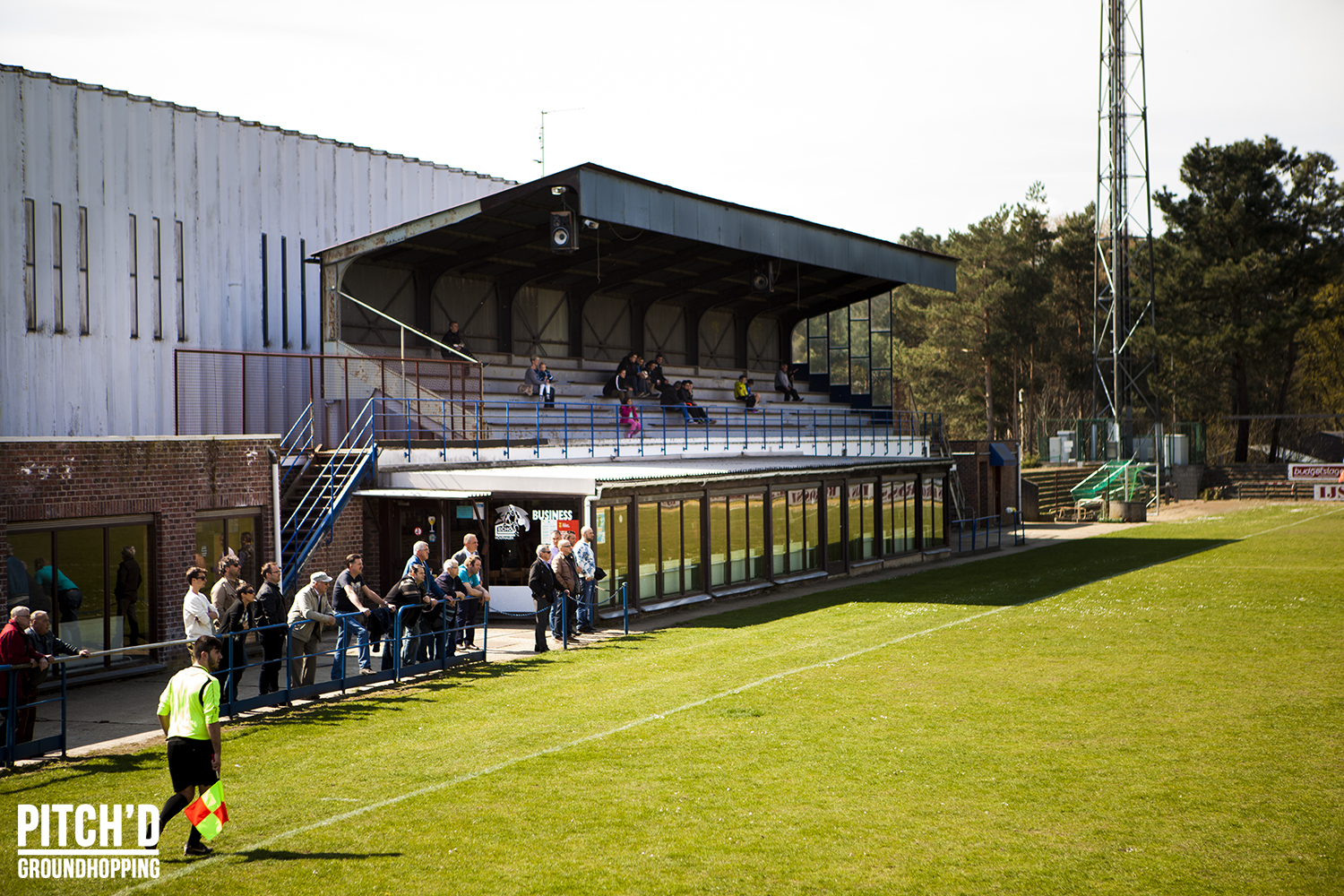
Het Mijnstadion, thuisbasis van Houthalen VV

Houthalen VV is een Belgische voetbalclub uit Houthalen. De club is aangesloten bij de KBVB met stamnummer 2402 en heeft Rood-geel-groen als kleuren. Houthalen speelde halverwege de 20ste eeuw een paar decennia in de nationale reeksen als Sporting Houthalen, maar verdween daarna in de provinciale reeksen.

## Geschiedenis
In 1934 werd in Houthalen de voetbalclub FC Vooruit Houthalen opgericht onder de vleugels van de steenkoolmijn van Houthalen. Op 11 augustus 1936 sloot de club onder de naam FC Eendracht Houthalen aan bij de Belgische Voetbalbond en ging in een paars-witte uitrusting spelen. De club ging van start in de lagere reeksen. In 1952 bereikte de club voor het eerste de nationale Bevorderingsreeksen, die in die tijd gevormd werden door de dat jaar ontstane Vierde Klasse.
Eendracht Houthalen eindigde de eerste jaren meteen bij de beteren in zijn reeks. In 1962 pakte men uiteindelijk de titel in de reeks. Eendracht Houthalen promoveerde zo voor het eerst naar Derde Klasse. De club eindigde er echter telkens net boven de degradatieplaatsen.
In 1964 werden de steenkoolactiviteiten in Houthalen stopgezet en daardoor werd ook de voetbalploeg niet meer financieel gesteund. In 1965 fusioneerde de voormalige mijnploeg FC Eendracht Houthalen met de net uit Tweede Provinciale gedegradeerde dorpsploeg FC Hoger-Op Houthalen. De nieuwe fusieploeg ging verder onder de naam Sporting Houthalen en koos blauw-wit als kleuren. De ploeg eindigde vanaf dat jaar een paar keer in de middenmoot. In 1968 volgde door een voorlaatste plaats uiteindelijk toch opnieuw de degradatie naar Vierde Klasse.
Ook in Vierde Klasse kon Sporting Houthalen zich niet handhaven. Men eindigde meteen voorlaatste, en na amper één seizoen zakte men zo in 1969 verder weg naar de provinciale reeksen. In 1971 keerde men nog even terug in de nationale Vierde Klasse, maar na twee jaar zakte de club weer naar de provinciale reeksen, ditmaal definitief. Tot in het begin van de jaren 1990 kon de club zich nog in de hoogste provinciale reeks handhaven maar daarna zakte de ploeg verder weg tot in de laagste reeks.
In 2011 fusioneerde Sporting Houthalen met reeks- en stadsgenoot Red Star Laak tot Houthalen VV. In hun derde seizoen kon het promotie afdwingen naar derde provinciale via eindrondes.
In het seizoen 2022/23 speelde de fusieploeg Houthalen VV kampioen in 3e Provinciale C en komt sindsdien uit in 2e Provinciale.  

## Bekende voormalige spelers
- Georges Leekens
- Francesco Carratta
- Léon Dolmans